# ウズベキスタン内務省
ウズベキスタン内務省（ウズベク語:Ички Ишлар Вазирлиги）とは、ウズベキスタン共和国の内政を管掌する機関。ウズベキスタンの警察機関。ソ連内務省時代の制度に従い、軍事組織、ウズベキスタン警備軍を有する。

## 機構
内務相
- 軍事動員業務・民間防衛課
- 組織監察局
- 兵員特殊監察局
- 第2特殊課
- 監督・監査局
- 人権擁護・法務保障局

内務第一次官
- 刑事捜索・テロ対策総局
- 第7局
- 爆発物処理特殊支隊
- 爆破装置鑑定科学センター
- 特別任務機動支隊活動調整課
- 輸送機関内務局

内務次官
- 警邏詰所勤務・公安保障総局
- 法律違反予防総局
- 消防総局
- 道路交通安全総局
- 出入国・市民権手続局

内務次官
- 会計・経済局
- 物資・機材補給局
- 経済局
- 共和国団体「警備」
- 通信課
- 資本建設・修理局

内務次官
- 取調総局
- 刑事鑑定課
- 情報センター

内務次官
- 兵員業務局
- 医務局
- 教育施設
- RS「ディナモ」
- FOK「ジャール」
- 「ポストダ」紙と「詰所」紙の統合編集部

内務次官
- 刑執行総局
- 警備軍総局
- 部隊・特殊輸送課

## 歴代内務相
1. ザキルジョン・アルマトフ（1991年9月～2005年12月）
2. バホディル・マトリュボフ（2006年1月～）